# The Bakery (film 1921)
The Bakery è un cortometraggio muto del 1921 diretto da Larry Semon e Norman Taurog.

## Produzione
Il film fu prodotto dalla Larry Semon Productions per la Vitagraph Company of America.

## Distribuzione
Distribuito dalla Vitagraph Company of America, il film - un cortometraggio in due bobine - uscì nelle sale cinematografiche statunitensi il 20 giugno 1921 dopo essere stato presentato in prima al Vitagraph Theatre di New York il 22 maggio 1921.
Copia della pellicola esiste in un positivo di 16 mm.